# Balthus
Balthasar Klossowski de Rola (n. 29 februarie 1908 la Paris - d. 18 februarie 2001 la Rossinière, Elveția) cunoscut și ca Balthus, a fost un artist polonezo - germano-francez, exponent al artei moderne. Spirit controversat al secolului al XX-lea, respinge convențiile artei tradiționale, fiind una dintre personalitățile cele mai reprezentative ale picturii acestei perioade. El a considerat întotdeauna că picturile sale trebuiesc a fi privite și nu supuse dezbaterii analitice, despre cum ar fi ele. În acest sens este celebră situația în care se primește o telegramă la Galeria Tate în anul 1968, unde se expunea o retrospectivă a lucrărilor sale, în care scrie că: „Nu există date biografice. Balthus este un pictor despre care nu se știe nimic, haideți să privim picturile.”

## Biografie

### Tinerețea
Se naște la Paris pe 29 februarie 1908 într-o familie de origine polonă. Familia din partea mamei era originară din Varșovia, iar o parte din strămoșii săi au fost cetățeni prusaci. Tatăl său, Erich Klossowski, a fost pictor și istoric de artă ce provenea din rândurile nobilimii poloneze, având i origini franceze și germane. Încă de mic, Balthus îl uimește pe Matisse și apoi Monet prin talentul său. În 1914, familia părăsește Parisul și se mută la Berlin. Aflat la începuturile sale în arta picturii, Balthus a fost ajutat financiar de către Rainer Maria Rilke , Maurice Denis, Pierre Bonnard și Henri Matisse. Istoricul de artă Erich Klossowski și mama sa Elisabeth Dorothea Spiro, cunoscută pe numele său de pictoriță Baladine Klossowska, au făcut parte din elita culturală a Parisului acelor vremuri. Fratele său mai mare, Pierre Klossowski a fost un scriitor și filozof influențat în lucrările sale de lucrările Marchizului de Sade. Printre prietenii și cunoscuții familei sale, au fost scriitori celebri ca André Gide și Jean Cocteau, ultimul inspirându-se, aici, pentru romanul „Les Enfants Terribles” scris în anul 19
29.

### La Paris
În 1924 se întoarce în orașul natal împreună cu fratele său Pierre.
Își satisface serviciul militar în Maroc în perioada 1930 - 1932.

### Peregrinări în Franța
În 1940, datorită invaziei trupelor germane, pleacă împreună cu soția în Savoia, în localitatea Champrovent de lângă Aix-les-Bains.